# Donjo FC
Der Donjo FC ist ein Fußballverein aus Cotonou, Benin. Er trägt seine Heimspiele im Stade Charles de Gaulle aus.
Der Verein stieg erstmals 2003 in die Benin Premier League auf und konnte sich in der Spitze der Liga etablieren. In der Saison 2004 waren sie führender der Gruppe B, doch danach wurde die Liga abgebrochen. Der Verband entschied, dass der Verein an der CAF Champions League in der Saison 2005 teilnehmen durfte. Dort scheiterten sie bereits in der ersten Spielrunde. Am 27. Mai 2005 wurde der Verein in Mambas Noirs FC umbenannt, später gab es eine Rückbenennung in Donjo FC. Als in der Saison 2011 erneut die Liga während der Saison abgebrochen werden musste, war der Verein einer von vier Klubs, die vom Verband ausgeschlossen worden sind. Seitdem agiert der Verein in den Regionalen Ligen.

## Statistik in den CAF-Wettbewerben
| Wettbewerb                | Runde         | Gegner                | Hinspiel | Rückspiel |  |
| ------------------------- | ------------- | --------------------- | -------- | --------- |  |
|                           |               |                       |          |           |  |
| CAF Champions League 2005 | Qualifikation | Racing Club Bafoussam | 0:1 (A)  | 0:2 (H)   |  |